# Dobrodol, Srbija
Dobrodol (izvirno srbsko Добродол) je naselje v Srbiji, ki upravno spada pod Občino Irig; slednja pa je del Sremskega upravnega okraja.

## Demografija
V naselju živi 90 polnoletnih prebivalcev, pri čemer je njihova povprečna starost 36,3 let (34,8 pri moških in 38,1 pri ženskah). Naselje ima 42 gospodinjstev, pri čemer je povprečno število članov na gospodinjstvo 3,02.
To naselje je v glavnem madžarsko (glede na rezultate popisa iz leta 2002).
|  |

| Demografija | Demografija     | Demografija     |
| Leto        | Št. prebivalcev | Št. prebivalcev |
| ----------- | --------------- | --------------- |
|             |                 |                 |
|             |                 |                 |
|             |                 |                 |
|             |                 |                 |
| 1948        | 126             |                 |
| 1953        | 186             |                 |
| 1961        | 199             |                 |
| 1971        | 146             |                 |
| 1981        | 129             |                 |
| 1991        | 126             | 126             |
| 2002        | 127             | 127             |
|             |                 |                 |

| Etnična sestava po popisu iz leta 2002 | Etnična sestava po popisu iz leta 2002 | Etnična sestava po popisu iz leta 2002 | Etnična sestava po popisu iz leta 2002 | Etnična sestava po popisu iz leta 2002 |
| -------------------------------------- | -------------------------------------- | -------------------------------------- | -------------------------------------- | -------------------------------------- |
| Madžari                                | Madžari                                |                                        | 96                                     | 75,59%                                 |
| Jugoslovani                            | Jugoslovani                            |                                        | 13                                     | 10,23%                                 |
| Hrvati                                 | Hrvati                                 |                                        | 4                                      | 3,14%                                  |
| Srbi                                   | Srbi                                   |                                        | 3                                      | 2,36%                                  |
| Neznano                                | Neznano                                |                                        | 11                                     | 8,66%                                  |